# Близкастел
Близкастел (на немски: Blieskastel) е град в Саарланд, Германия, с 21 033 жители (към 31 декември 2015).
Намира се на ок. 15 км югозападно от окръжния град Хомбург и на 25 км източно от Саарбрюкен. През Близкастел тече река Близ.